# Wladislaus II van Opole
Władysław van Opole (1326/1330 - mei 1401) was de oudste zoon van Bolesław II van Opole en Elisabeth van Schweidnitz. Hij volgde zijn vader in 1356 op als hertog van Opole. Van 1382 tot 1385 was hij ook regent van Strzelce Opolskie en Niemodlin. Sinds 1396 oefende hij niet langer de macht uit, maar behield wel zijn titel.
Władysław was gehuwd met:
- Elisabeth Bassaraba (1340-1367/1369), dochter van Nicolaas Alexander Bassaraba, woiwode van Walachije,
- Euphemia, dochter van Ziemovit III van Mazovië,

en had volgende kinderen:
- Kinga, non,
- Elisabeth (1350-1374), in 1372 gehuwd met Jobst van Moravië (1354-1411),
- Catharina (-1420), gehuwd met Hendrik VIII de Monnik van Glogau,
- Hedwig, gehuwd met Wiegand Alexander van Litouwen,
- Euphemia.